# 여 (성씨)
려(呂) 또는 여(余)는 중국과 한국의 성씨이다.

## 법칙/음률 려 呂
려(呂)는 강성(姜姓)에서 갈라진 여씨(呂氏)는 강성(姜姓)의 원시조인 염제 신농씨(姜石年)의 후대이다.   
여씨(呂氏)는 중국 하동(河東, 금산서성 태원부) 계통(系統)으로 대표적인 후손인 제(齊) 태공(太公) 강상(姜尙•呂尙)은 주(周)나라 재상(宰相) • 개국원훈공신(開國元勳功臣)이며   
전설적인 현인(賢人)인 망( 望, 강태공/강상)의 조상인 강백이(姜伯夷)가 우임금 때 치수의 공을 세우고   
여국(呂國) 땅에 봉해졌기에 자손들이 여씨(呂氏)를 씨로 삼았다.  
강상/강태공 그의 후손인 여불위(呂不韋)의 아들 정(政, 正) 또는 영(榮)이 춘추전국(春秋戰國)을 통일 한 진시황제(秦始皇帝)라는 기록이 있다.
려(呂) 또는 여(呂)씨는 2015년 대한민국 통계청 인구조사에서 60,541명으로 조사되어 한국 성씨 인구 63위이다.

### 함양 여씨
함양 여씨(咸陽呂氏)의 시조(始祖) 여어매(呂御梅)는 중국(中國) 내주 사람으로 당(唐) 희종(僖宗) 때 한림학사(韓林學士)를 역임하였는데, 황소(黃巢)의 난이 일어나자 877년(헌강왕 3년)에 신라에 귀화하여 성주군(星州郡) 벽진면(碧珍面)에 정착하고 고려(高麗)에서 전서(典書)를 지냈다.
10세손 여칭(呂稱)은 고려조에 전라도 안렴사(按廉使)를 지내고, 조선 태조 때 형조판서를 역임하였다. 그의 증손 여자신(呂自信)은 병조판서를 지내고 청백리에 녹선되었다. 여칭의 8대손인 여우길(吕祐吉)·여유길(呂裕吉)이 선조 때 문과에 급제하여 광해군 때 관찰사와 병조참판에 이르렀다. 독립운동가 여운형(呂運亨)은 여우길의 11대손이다. 여유길의 아들 여이징(呂爾徵)은 1624년(인조 2) 문과에 급제하여 병조·예조·이조·공조 참판과 경기도관찰사·한성부좌윤·부제학·대사성·대사헌 등을 역임하였다. 여이징의 종제(從弟) 여이재(呂爾載)는 영국공신(寧國功臣)에 책록되고 형조판서에 이르렀다. 여우길의 손자 여성제(呂聖齊)는 소론(少論)으로서 숙종 때 영의정에 이르렀다. 2015년 인구는 34,835명이다.

### 성주 여씨
성주 여씨(星州呂氏)의 시조 여양유(吕良裕)는 고려시대에 삼중대광(三重大匡)을 지냈다. 여양유의 아들 여위현(呂渭賢)은 고려시대에 판도판서(版圖判書)를 지냈고, 손자 여극회(呂克誨)가 조선시대 공조판서를 지냈다. 5세손 여문승(呂文承)이 사복시정(司僕寺正)을 지냈다. 중종 때의 유생으로 왕자사부(王子師傅)를 지낸 여희림(呂希臨)은 현량과에 합격했으나 벼슬길에 나아가지 않고, 성주에서 성리학 연구와 후진 양성에 전념하였다. 선조 때 군수를 지낸 여대로(呂大老)는 청백리에 피선되었다. 근대 인물로는 조선 말기 의병장으로 전라북도 임실군의 대운치전투에서 전공을 세운 여주목(呂株穆)과 북간도에서 서전의숙을 설립한 독립운동가 여준(呂準) 등이 있다. 2015년 인구는 성주 여씨 13,467명, 성산 여씨 9,494명이다.

## 의령 여씨
의령 여씨(宜寧余氏)는 2015년 대한민국 통계청 인구조사에서 20,134명으로 조사되어 한국의 성씨 인구 94위이다. 본관은 의령(宜寧) 단본이다.
여(余)씨의 기원은 백제의 왕족인 부여(扶餘)씨에 둔다. 중국(中國)의 수서(隨書) 송서(宋書)와 일본서기(日本書記) 백제복국군(百濟復國軍) 편에 백제(百濟) 말기 의자왕의 왕자(王子)를 여풍장(余豊璋), 왕숙을 여충신(余忠信), 정승(政丞)을 여의수(余宜受)로 기록하고 있다. 삼국사기(三國史記) 백제본기(百濟本記)와 송서 백제전(宋書百濟傳), 일본서기(日本書記) 등에 백제(百濟)가 나당(羅唐) 연합군에 의하여 패망한 후 왕후장상(王候將相) 1만2천여명이 당장 소정방에게 피납되어 당(唐)나라 수도 장안(長安)에 백제촌(百濟村)을 이루어 살았고, 일본(日本)에 볼모로 있든 왕자(王子) 여풍장(余豊璋)은 복국운동(復國運動)이 실패로 돌아가자 복흥군(復興軍)과 함께 고구려(高句麗)로 피신하였다는 기록과 그 뒤 부왕(父王)이 왕족 일행과 군거하는 당(唐)나라의 백제촌(百濟村)으로 잠입(潛入) 합류(合流)하여 후일을 기하였다는 학설이 있다. 의령 여씨 문중에 따르면, 백제 왕자 여풍장(余豊璋)의 후손 여선재(余善才)가 고려 때 환국하였다고 전한다.
의령 여씨(宜寧余氏)의 시조 여선재(余善才)는 송나라 간의대부(諫議大夫)로서 1103년(숙종 8) 고려에 귀화하여 의춘군(宜春君)에 봉해졌다. 여선재의 아들 여영후(余英候) 이후의 세계가 실전되어 고려 때 문과에 급제한 여현경(余玄景)을 1세조로 하여 세계를 이루고 있다. 9세손 여중부(余仲富)가 고려 말에 호부전서를 지냈고, 10세손 여흥렬(余興烈)은 태종 때 무과에 급제하여 황해도수군절도사를 지지냈다. 11세 여원경(余元暻) 숙천(肅川)목사 ·안주진병마절도사, 여건(余健)은 강원도관찰사를 지냈다. 조선시대 문과 급제자로는 사간원정언을 지낸 여효온(余孝溫), 현감 ·직강을 역임한 여상규(余尙珪), 봉상시첨정을 지낸 여후(余垕) 등이 있다. 현대 인물로는 국회의원 여상규(余尙奎)가 있다.

## 같이 보기
- 呂姓
- 余姓
- 汝姓
- 黎姓